# Parasol bezpieczeństwa
Parasol bezpieczeństwa (ang. National Security) – amerykański film komediowy z 2003 roku w reżyserii Dennisa Dugana.

## Obsada
- Martin Lawrence – Earl Montgomery
- Steve Zahn – Hank Rafferty
- Colm Feore – detektyw Frank McDuff
- Bill Duke – porucznik Washington
- Eric Roberts – Nash
- Timothy Busfield – Charlie Reed
- Robinne Lee – Denise
- Matt McCoy – Robert Barton
- Brett Cullen – Heston
- Mari Morrow – Lola

## Fabuła
Earl Montgomery (Martin Lawrence) zawsze marzył o tym, by wstąpić w szeregi policji, ale został wyrzucony z akademii. W efekcie zbiegu okoliczności, Hank (Steve Zahn) również traci pracę, jednak nie ustaje w wysiłkach, by odnaleźć mordercę swojego partnera, który zginął wcześniej w akcji policyjnej. Hank i Earl spotykają się przypadkiem i wpadają na trop złoczyńcy Nasha (Eric Roberts). Co więcej, odkrywają, że jednym z przestępców współpracujących z Nashem jest jeden z policjantów. Po złapaniu sprawców obaj zostają przyjęci do policji.